# Limani
Limani est un canton de la commune de Mora, situé dans le département du Mayo-Sava dans la région de l'Extrême-Nord au Cameroun.

## Géographie
Localisé à 11° 13' 59 N de latitude et 14° 10' 16 E de longitude, Proche du village de Djakana, Limani est à la frontière avec le Nigeria

## Éducation
Limani est doté d'un lycée public général qui accueille les élèves de la 6e à la Terminale.

## Attaques terroristes
En 2014, Limani a été pris dans le conflit de Boko Haram. En octobre 2014, les combattants de Boko Haram sont entrés à Limani et Amchidé, une autre ville frontalière, tuant au moins trente civils. L'armée camerounaise a rapporté que 107 membres de Boko Haram ont été tués dans les combats qui ont suivi . Le 28 décembre 2014, les troupes camerounaises ont simultanément repoussé les raids de Boko Haram dans les villes de Limani, Amchidé, Makary, Guirvidig, Waza et Achigachia, tous situés dans la région de l'Extrême Nord du Cameroun.